# Chiloți tanga
Chiloții tanga sunt un articol de îmbrăcăminte utilizat în general ca lenjerie intimă și, în unele țări, ca costum de baie. Pot fi purtați și în ceremonii sau competiții tradiționale.
Privit din față, un tanga seamănă de obicei cu un bikini, dar partea din spate este minimizată. Tanga este conceput aproape întotdeauna pentru a acoperi organele genitale, anusul și perineul, lăsând o parte sau majoritatea feselor descoperite. Partea din spate este formată dintr-o talie subțire și o fâșie de material care se așază între fese și unește talia cu partea din față inferioară a îmbrăcămintei. Tanga este, de asemenea, utilizat ca termen descriptiv pentru alte articole de îmbrăcăminte, precum bodysuit-uri⁠(d), bodystocking-uri⁠(d), tricouri sau costume de baie întregi cu spate de tip „thong”.
Un tip de tanga este G-string⁠(d), la care partea din spate este redusă doar la un șnur elastic. Termenii „G-string” și „tanga” sunt folosiți uneori interschimbabil, deși pot denumi articole diferite. Chiloții tanga sunt fabricați într-o varietate de stiluri, diferențiate prin grosimea, materialul și tipul de acoperire a părții din spate, fiind purtați atât de bărbați, cât și de femei în întreaga lume.
Tanga este un tip de slipuri format din panouri mici, conectate prin șnururi laterale, și este disponibil atât pentru bărbați, cât și pentru femei. Originea stilului și termenului provine din Brazilia.

## Nomenclatură
În engleză, cuvântul „thong” derivă din engleza veche þwong, care înseamnă „cordon de piele flexibil”.
Multe limbi împrumută cuvântul englezesc „string” pentru a desemna acest tip de lenjerie, de obicei fără „G”. Un alt termen popular este „tanga”, iar în limbi precum germana termenul este „Tanga”. În Brazilia, chiloții tanga sunt cunoscuți sub denumirea de „fio dental” (ață dentară). Termeni similari sunt folosiți și în alte limbi, precum „siaurikės” în lituaniană „perizoma” în italiană, „ipli külot” în turcă și „prashka” în bulgară, care înseamnă „praștie”. În Israel, tanga se numește „Khutini”, derivat de la cuvântul „Khut” (șnur), iar în Iran, se numește „Shortbandi”. În spaniola portoricană, termenul de argou pentru tanga este „gistro”, folosit adesea de artiștii reggaeton.
În anumite limbi, denumirile pentru tanga fac referire la expunerea feselor. De exemplu, în spaniolă, „colaless” provine probabil de la termenul englezesc „topless”, dar aplicat la „cola” (un cuvânt colocvial pentru „fund” în spaniola sud-americană). În alte limbi, se pune accent pe forma în „T” a spatelui. În chineză, tanga se numește „dingziku”, care înseamnă „pantaloni cu litera T”. În coreeană, se numește „티팬티” (T panty). În engleză, termenul „T-back” este uneori utilizat, cum apare și în romanul „T-Backs, T-Shirts, COAT, and Suit” de EL Konigsburg⁠(d).

### Tanga vs G-string
Termenii „tanga” și „G-string” sunt deseori folosiți interschimbabil pentru a descrie lenjeria intimă sumară, cu acoperire minimă la spate, dar diferența principală constă de obicei în lățimea fâșiei de material de pe spate. De exemplu, Encyclopedia of Clothing and Fashion folosește termenii „tanga” și „G-string” pentru a se referi la lenjeria cu o fâșie subțire de material (de jumătate până la un inch lățime) între fese. În schimb, Knickers: a Brief History definește tanga drept lenjerie cu o fâșie de un inch la spate și G-string drept un articol de îmbrăcăminte a cărui fâșie seamănă cu un fir dentar.
Potrivit altor surse, tanga poate fi considerată o variantă a G-string-ului, folosită inițial în spectacole de striptease. În sens invers, Americanisms: the Illustrated Book of Words Made in the USA afirmă că G-string-ul este o formă de tanga, inventată în 1936 pentru dansatoarele de striptease.

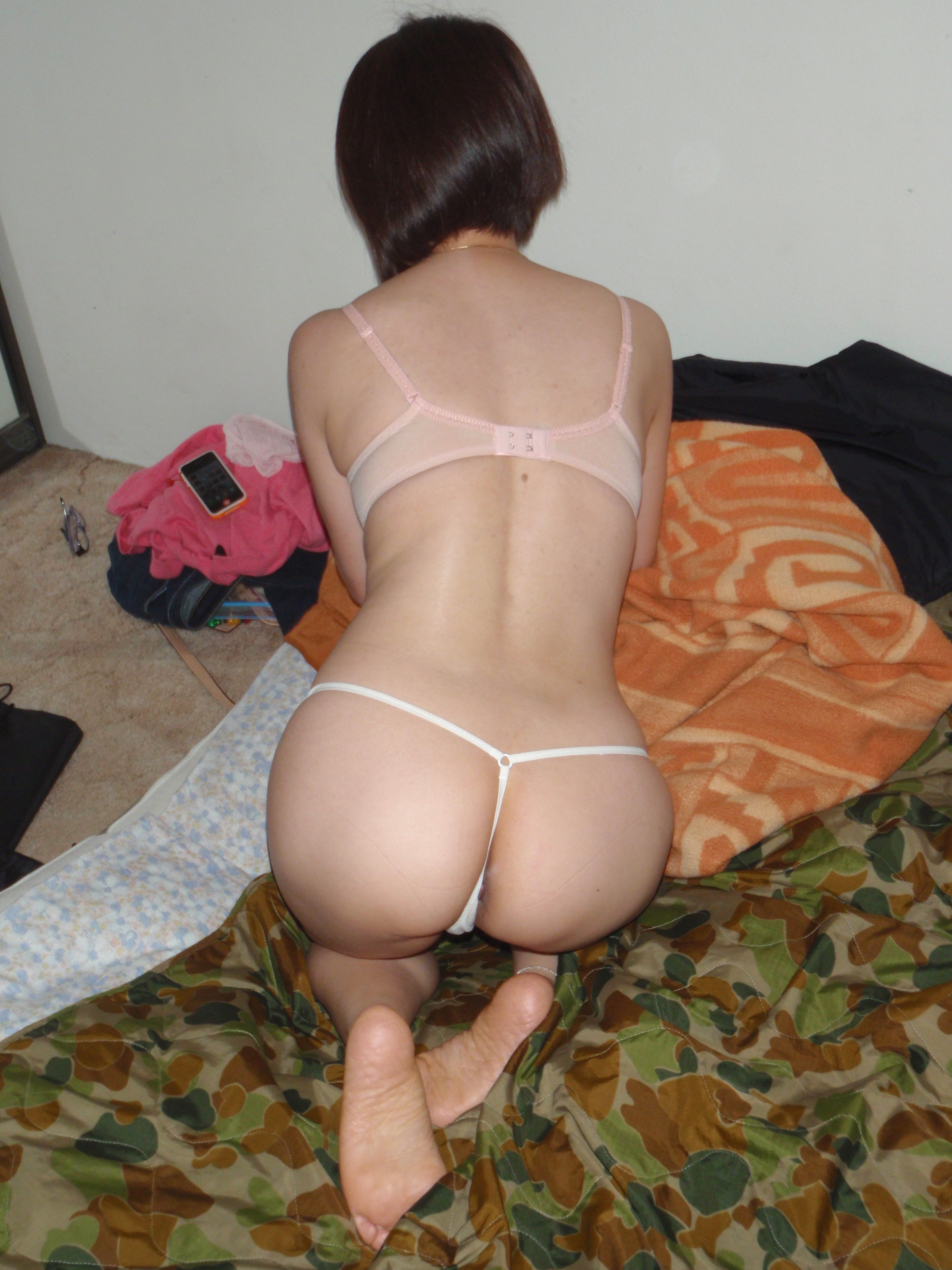
Femeie care poartă un G-string

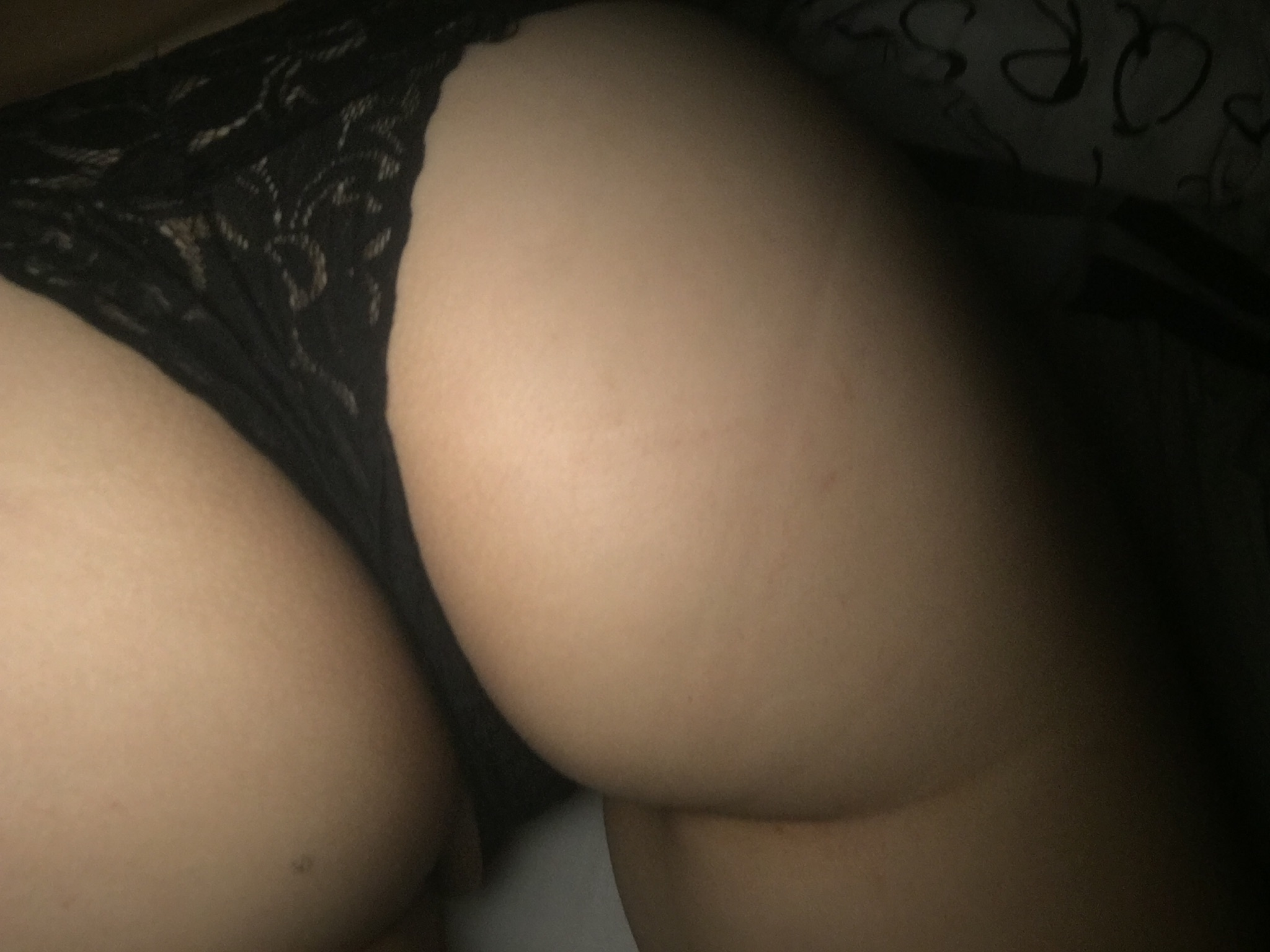
Femeie care poartă un tanga din dantelă

## Istorie
Tanga este considerată o formă timpurie de îmbrăcăminte umană, purtată inițial de bărbați pentru a proteja și susține organele genitale. Se crede că a apărut în climatele calde din Africa subsahariană, acum aproximativ 75.000 de ani, fiind populară în rândul unor triburi africane. În 1939, tanga a fost purtată la Târgul Mondial de la New York, după ce primarul Fiorello La Guardia a cerut ca dansatoarele să-și acopere nuditatea.
Tanga modernă este creditată designerului de modă Rudi Gernreich⁠(d),care a creat în 1974 un bikini tanga pentru a răspunde unei interdicții privind nuditatea pe plajele din Los Angeles. Începând cu anii 1980, tanga a câștigat popularitate, fiind purtată de artiști precum Cher și Madonna. Popularitatea acestui stil de lenjerie și costum de baie a continuat să crească, mai ales datorită emisiunilor TV, cum ar fi Baywatch.
În anii 1990, tanga a devenit un element comun în lenjeria feminină și masculină din SUA și Europa, deși, inițial, era purtată mai frecvent de femei. În prezent, tanga este disponibilă pentru ambele sexe, cu branduri precum Calvin Klein comercializând lenjerie tanga pentru bărbați. În Europa, lenjeria tanga este utilizată atât ca lenjerie intimă, cât și ca costum de baie.
În anii 2000, unii purtători au expus în mod deliberat tanga deasupra pantalonilor, efect cunoscut sub numele de „whale tail” (coadă de balenă). Această tendință a crescut cererea pentru tanga cu modele decorative. În 2022, vânzările de tanga pentru femei au înregistrat o creștere, popularitatea fiind influențată de Gen Z și de renașterea stilului anilor 2000. Tanga pentru bărbați a cunoscut, de asemenea, o creștere a popularității datorită interesului în creștere pentru lenjeria masculină diversificată.

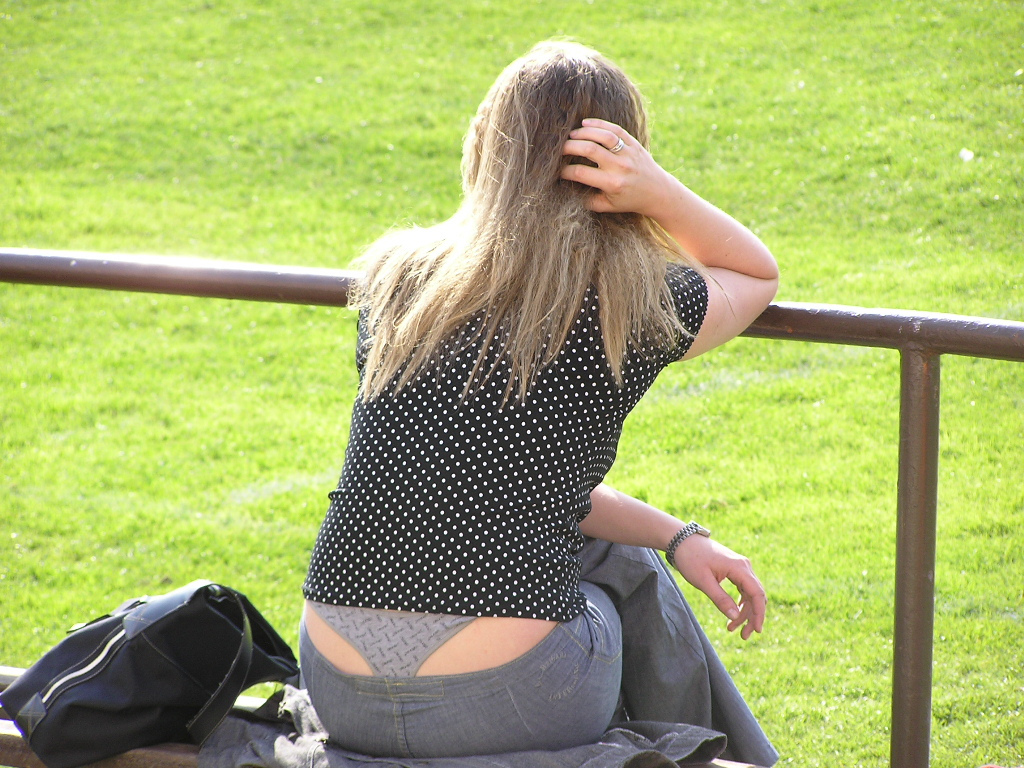
Femeie din anul 2005 care dezvăluie o coadă de balenă.

Oamenii pot alege să poarte tanga sau costume de baie pentru a evita liniile vizibile ale lenjeriei, pentru confort, pentru a reduce riscul ridicării lenjeriei, pentru estetică și pentru a minimiza liniile de bronz.

## Design și varietate
| Spate                     | Laturi                      | Laturi            | Laturi       | Laturi |
| Spate                     | Curea                       | Legătură laterală | Fără bretele |        |
| ------------------------- | --------------------------- | ----------------- | ------------ | ------ |
| Nivel scăzut de acoperire | V-string, T-front, G-string | T-back            | C-string     |        |
| Nivel mediu de acoperire  | Cheeky                      |                   |              |        |

Tipurile de tanga includ tanga tradițională, G-string și C-string, cu o gamă de variante între acoperirea completă și acoperirea minimă a posteriorului. Modelele mai sumare sunt concepute să expună sau să acopere organele genitale în mod minim. Printre alte stiluri intermediare se numără Cheeky, V-string, T-front și T-back, deși denumirile acestor modele pot varia în funcție de vânzător. 
Chiloții tanga sunt fabricați din diverse materiale, inclusiv mătase, latex, bumbac, microfibră, satin, nailon, lycra/spandex și dantelă. De asemenea, sunt disponibile modele inedite, pentru ambele sexe, care pot oferi ajustare personalizată pentru o potrivire mai ergonomică sau efecte vizuale originale.
Cea mai mare diferență între tanga pentru bărbați și pentru femei este forma părții frontale. Modelele pentru bărbați includ de obicei o cusătură verticală pentru a crea formă și spațiu suplimentar, utilizând materiale elastice precum bumbac-Lycra sau microfibră pentru susținere și confort. În contrast, partea frontală a chiloților pentru femei este plată și fără cusături, iar materialul este mai gros în zona care acoperă vulva, adesea prin inserarea unui burduf de bumbac.

### G-string
Un V-string sau G-string constă dintr-un șnur elastic subțire (sau o bandă îngustă de material) care leagă partea din față de talie în spate și poate fi purtat ca lenjerie intimă sau costum de baie, atât de femei, cât și de bărbați. De la mijlocul anilor 1920, dansatoarele exotice din Occident au folosit termenul „G-string” pentru a descrie acest tip de lenjerie. G-string-urile sunt preferate adesea pentru a evita liniile vizibile ale chiloților și pentru a spori aspectul estetic. (sex appeal-ul).

#### Etimologie
Originea termenului „G-string” este incertă. Unii sugerează că ar putea proveni de la cuvântul „gusset” (piesa îngustă de material), având în vedere că designul este practic un șnur cu un gusset. În secolul al XIX-lea, „geestring” se referea la șnurul care susținea pânza purtată de nativii americani, iar mai târziu la pânza însăși. Lingvistul Robert Hendrickson propune că „G” înseamnă inghinal, un termen tabu la acea vreme. De asemenea, William Safire⁠(d) în Ode on a G-String, menționează o posibilă confuzie între „G-string” și termenul muzical „G string” (coarda pentru nota Sol).

#### Istorie
G-string-ul a fost purtat pentru prima dată de showgirl-uri în producțiile lui Earl Carroll⁠(d) din perioada Epocii Jazzului. În perioada Marii Depresiuni, un G-string era denumit adesea „gadget.” În anii 1930, „Chicago G-string” a devenit popular datorită unor artiști de burlesc faimoși, cum ar fi Margie Hart⁠(d). Zona Chicago a fost un important centru de producție pentru G-string-uri, dar și pentru spectacolele de burlesc din Statele Unite. În literatura lui Edgar Rice Burroughs, Tarzan este descris ca purtând un G-string confecționat din piele de căprioară sau leopard, întărind astfel imaginea populară a acestui articol de îmbrăcăminte.

### Alte variante de tanga pentru femei
| Variantă | Imagine  | Descriere |
| -------- | -------- | --- |
| C-string | noborder | Uneori descris ca un „tanga extrem”, C-string-ul constă dintr-o bucată mică de țesătură care acoperă între picioare, ținută în poziție de o bucată subțire de sârmă curbată între fese. Nu are curele laterale, în schimb se bazează pe un cadru intern flexibil, de obicei din sârmă și cu țesătură atașată la acesta. Scopul principal al C-string-ului este de a evita liniile vizibile ale chiloților sub îmbrăcăminte. Ca îmbrăcăminte de plajă, modelul reduce, de asemenea, liniile de bronz. Unii artiști neo-burlești poartă C-string-uri, dezvăluindu-le ca parte a actului lor. Există modele atât pentru femei, cât și pentru bărbați. Unele versiuni ale C-string-ului sunt autoadezive și nu au un cadru de sârmă. În schimb, capacul este conectat la o bandă îngustă de material care trece prin zona feselor și la o mică placă de ancorare deasupra sacrului. |
| Cheeky   | noborder | Un stil mai conservator, numit „cheeky”, acoperă o suprafață puțin mai mare, dar expune partea inferioară a feselor. Unele cheekie-uri sunt folosite ca lenjerie intimă, în timp ce altele funcționează ca bikini. |
| T-front  | noborder | Un tip de T-string în care șnurul ajunge și în partea din față. Nu oferă acoperire, menținând în același timp funcțiile igienice de bază ale lenjeriei. De obicei, este construit doar din șnururi, uneori cu mai multă țesătură sau dantelă în jurul taliei. Anumite modele acoperă șnurul cu perle în scopuri decorative și de stimulare. |
| V-string | noborder | Un tip de G-string, introdus de Victoria's Secret și înregistrat de companie în 1998. Șnurul este conectat la talie printr-un triunghi care se află chiar deasupra feselor. Șnurul se conectează cu talia direct pentru a forma o formă de „V” la spate. |

### Alte variante de tanga
| Variantă        | Descriere | Imagine  |
| --------------- | --- | -------- |
| Kaupinam⁠(d)     | Un tanga tradițional purtat în India, de unii oameni ca pânză sau lenjerie de corp. Este alcătuit dintr-o fâșie dreptunghiulară de pânză de bumbac care este folosită pentru a acoperi organele genitale cu ajutorul sforilor conectate la cele patru capete ale pânzei pentru a o lega în jurul taliei purtătorului. Este folosit de luptători în jocul de Kushti⁠(d) sau lupte tradiționale indiene în Akhara (ringul de lupte) și, de asemenea, în timpul sesiunilor de antrenament și pregătire. | noborder |
| Fundoshi        | O lenjerie tradițională japoneză pentru bărbați și femei adulți, confecționată dintr-o bucată de bumbac. Înainte de cel de-Al Doilea Război Mondial, fundoshi era principala formă de lenjerie de corp pentru bărbații și femeile adulți japonezi. Cu toate acestea, a ieșit rapid din uz după război, odată cu introducerea pe piața japoneză a unor noi tipuri de lenjerie intimă și chiloți, cum ar fi slipurile. În zilele noastre, fundoshi nu este folosit în principal ca lenjerie intimă, ci ca îmbrăcăminte de festival (matsuri) la Hadaka Matsuri⁠(d) sau, uneori, ca costum de baie. Există multe alte varietăți de fundoshi, deoarece variațiile pe principiul unei pânze sunt aproape infinite. De exemplu, mokko-fundoshi (literal „pânză cu coșuri de pământ”, deoarece seamănă cu coșurile tradiționale folosite în construcții) este confecționat la fel ca etchyuu-fundoshi, dar fără șorț frontal; pânza este fixată de curea pentru a obține un efect de bikini. Kuro-neko fundoshi (literal „fundoshi pisica neagră”) este asemănător cu mokko-fundoshi, cu excepția faptului că porțiunea care trece din față în spate este croită pentru a crea un efect de tanga. | noborder |
| Suspensor       | O lenjerie de corp concepută pentru a susține organele genitale masculine în timpul sportului sau al altor activități fizice viguroase. A fost creat de compania de articole sportive Sharp & Smith din Chicago în 1874. Din punct de vedere tehnic, nu este un tanga, deoarece nu există o curea îngustă care să treacă între fese. Un suspensor constă dintr-o talie (de obicei elastică) cu un săculeț de susținere pentru organele genitale și două curele elastice fixate la baza săculețului și pe părțile laterale stânga și dreapta ale taliei la șold. Săculețul, în unele varietăți, poate fi prevăzut cu un buzunar pentru a conține o cupă rezistentă la impact pentru a proteja testiculele și/sau penisul din leziuni. | noborder |
| Slingshot       | Un tip de articol de lenjerie intimă fără bretele, bazat pe tanga și suspensor, care constă într-o talie elastică cu un săculeț elastic pentru a ține organele genitale masculine din față, fără o bretea la spate sau orice acoperire a spatelui. |          |
| Centură de dans | Un tip de tanga conceput pentru a fi utilizat în același mod ca un suporter sportiv, dar pentru dansatorii de sex masculin (în special în balet). Scopul său este de a proteja și susține dansatorul în timpul activităților de dans fără a fi văzut prin hainele exterioare, cum ar fi ștrampii, leotard-ul, jambierele de gimnastică sau pantalonii scurți. Chiloții tanga tind să ofere un suport mai bun pentru anatomia masculină decât alte stiluri de lenjerie (precum și eliminarea contactului dintre organele genitale și interiorul coapselor), acesta fiind unul dintre motivele pentru care bărbații și băieții pot alege să îi poarte. | noborder |

## Controversă
Datorită faptului că chiloții tanga se așază între fese și, în cazul femeilor, pot avea un contact strâns cu anusul și labiile, au fost exprimate îngrijorări cu privire la riscul ca aceștia să acumuleze umezeală și să acționeze ca un canal pentru transferul de germeni, ceea ce ar putea crește probabilitatea dezvoltării unor infecții ale tractului urinar, cum ar fi cistita. Totuși, cercetările sugerează că purtarea lenjeriei tanga nu are un impact semnificativ din punct de vedere statistic asupra incidenței vaginozei bacteriene sau a infecțiilor cu drojdie.
În 2002, o directoare adjunctă de liceu din San Diego, California, a verificat fizic lenjeria intimă a aproximativ 100 de eleve la intrarea în școală, atât cu, cât și fără permisiunea acestora. Această acțiune a generat o revoltă în rândul elevilor și părinților, determinând o anchetă a școlii cu privire la comportamentul directoarei. În apărarea sa, aceasta a susținut că verificările au fost efectuate pentru siguranța elevilor, fără legătură cu purtarea chiloților tanga.
Vânzarea chiloților tanga pentru fete cu vârste cuprinse între 10 și 16 ani de către retailerul american Abercrombie & Fitch a dus la o campanie prin e-mail și telefon împotriva companiei. De asemenea, retailerul britanic Argos a fost criticat pentru că a vândut chiloți tanga destinați fetelor de nouă ani, iar un director de școală primară din Regatul Unit și-a exprimat îngrijorarea că elevi cu vârste între 10 și 11 ani purtau lenjerie tanga la școală.
Costumele de baie tanga sunt interzise sau descurajate în anumite locații, inclusiv în unele țări musulmane. În Statele Unite, anumite zone, precum Myrtle Beach în Carolina de Sud și Kure Beach în Carolina de Nord, au interdicții similare asupra purtării acestor costume de baie.